# Jordi Viladoms i Argüelles
Jordi Viladoms i Argüelles   (Igualada, 4 de gener de 1980) és un corredor català de motociclisme. Ha estat campió d'Espanya de BMX, campió de Catalunya de Motocròs Open i guanyador d'etapa al Ral·li Dakar de 2007 i 2009.

## Trajectòria esportiva
Viladoms va començar a anar en moto al mateix temps que en bicicleta, a quatre anys, sortint amb el seu pare sobre una moto Italjet 50. Inicià la seva carrera esportiva en el món del BMX (Bicicròs), passant després al motocròs per tal de tenir més projecció. A dotze anys començà a competir en la categoria de 80 cc, per posteriorment passar a 125 i 250cc, on arribà a ser Subcampió d'Espanya Júnior amb poc menys de 18 anys. Viladoms cursà estudis d'Enginyeria Industrial compaginant-los amb la competició.
L'any 2006 participà en el Ral·li Dakar per primera vegada i hi feu un bon paper, quedant entre els deu primers en diverses etapes, però una caiguda l'apartà de la cursa a només 100 km del final del ral·li. L'any 2007 guanyà la sisena etapa del Ral·li Dakar. L'any 2009 participà en l'edició celebrada a l'Argentina i Xile amb l'equip KTM, el mateix que Marc Coma, guanyador de la prova. Viladoms guanyà la desena etapa d'aquesta edició, quedant setè a la general final. En l'edició de 2010 participà formant part de l'equip KTM de Jordi Arcarons retirant-se en la tercera etapa per accident. En l'edició de 2011 va completar la cursa, i acabà en la 10a posició de la classificació general. El setembre de 2011 va guanyar la 13a edició de les 2 Hores de Resistència Terra de Santa Eulàlia de Riuprimer. En l'edició de 2012 del Dakar va acabar en la 4a posició de la classificació general.
L'any 2012 es proclamà vencedor del Ral·li de Sardenya. L'any 2013 va tornar a les files de l'equip oficial de KTM, i amb ells va aconseguir el resultat més important en la seva carrera esportiva, el segon lloc al Dakar 2014.

## Palmarès

### Motocròs i Enduro
- 1997
  - Subcampió d'Espanya de Motocròs Júnior.
  - 12è al Campionat d'Espanya de Motocròs Sènior 125cc.
  - Participació en els 6 Dies Internacionals d'Enduro (ISDE) d'Itàlia amb la selecció estatal.
- 1998: Participació en els ISDE d'Austràlia amb la selecció estatal.
- 1999
  - 10è al Campionat d'Espanya de Motocròs Open.
  - 6è al Campionat d'Espanya de Motocròs 125cc.
- 2000
  - 6è al Campionat d'Espanya de Motocròs Open.
  - 3r al Campionat de Catalunya de Motocròs Open.
  - Medalla de bronze als ISDE d'Espanya, on participava amb la selecció estatal.
- 2001
  - 7è al Campionat d'Espanya de Motocròs Open.
  - Campió de Catalunya de Motocròs Open.
- 2002
  - Subcampió de Catalunya de Motocròs Open.
  - Participació en els ISDE de la República Txeca amb la selecció estatal.
- 2003
  - Campió de Catalunya de Motocròs Open.
  - 8è al Campionat d'Espanya de Motocròs Open.
  - Participació en els ISDE del Brasil amb la selecció estatal.
- 2004
  - 6è al Campionat d'Espanya de Motocròs Open.
  - Participació en el Motocròs de les Nacions dels Països Baixos amb la selecció estatal.
- 2005: 4t al Campionat d'Espanya de Motocròs Open.

### Raids
- 2006
  - 5è al Campionat del Món de Raids.
  - Primera participació en el Ral·li Lisboa-Dakar.
- 2007
  - Ral·li Lisboa Dakar: retirat, després d'una victòria d'etapa, anant sisè de la general.
  - 3r al Ral·li Patagònia Atacama.
  - 2n al Ral·li dels Faraons.
- 2008
  - 6è al Ral·li Centreeuropeu.
  - 5è al Ral·li de Sardenya.
  - 5è a la UAE Desert Challenge.
- 2009: 7è al Ral·li Dakar, amb una victòria d'etapa.
- 2010: Ral·li Dakar: retirat per accident.
- 2011
  - Guanyador de les 2 Hores de Resistència Terra de Santa Eulàlia de Riuprimer.
  - 10è al Ral·li Dakar.
- 2012 
  - Guanyador del Ral·li de Sardenya.
  - 4t al Ral·li Dakar.
- 2014
  - 2n al Ral·li Dakar.